# Buk wschodni
Buk wschodni (Fagus  orientalis) – gatunek z rodziny bukowatych, często uznawany także za podgatunek buka zwyczajnego F. sylvatica subsp. orientalis. Zasięg obejmuje wschodnią część Półwyspu Bałkańskiego, Krym, Kaukaz, północną Turcję oraz północny Iran.

## Morfologia

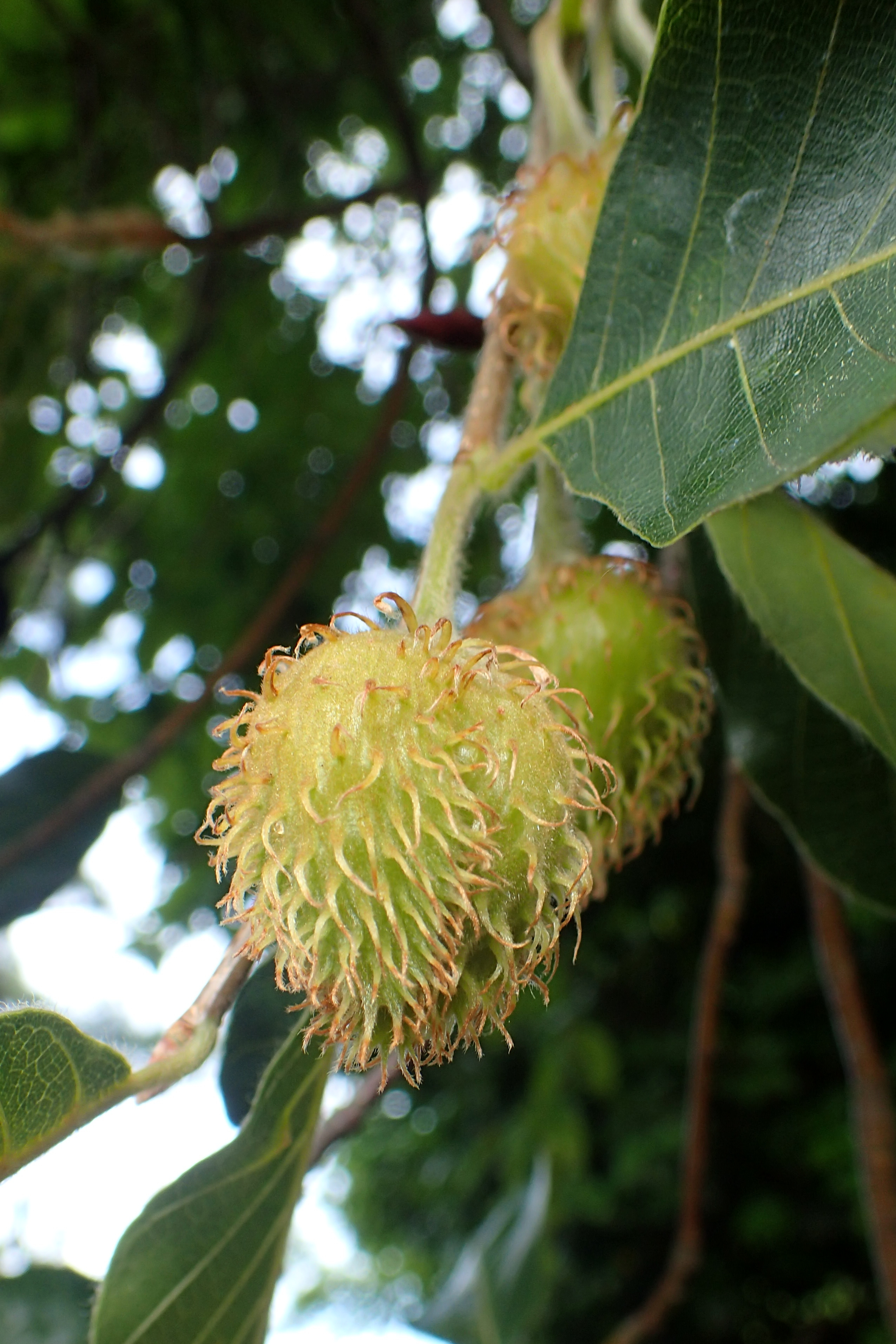
Kupula otaczająca owoce

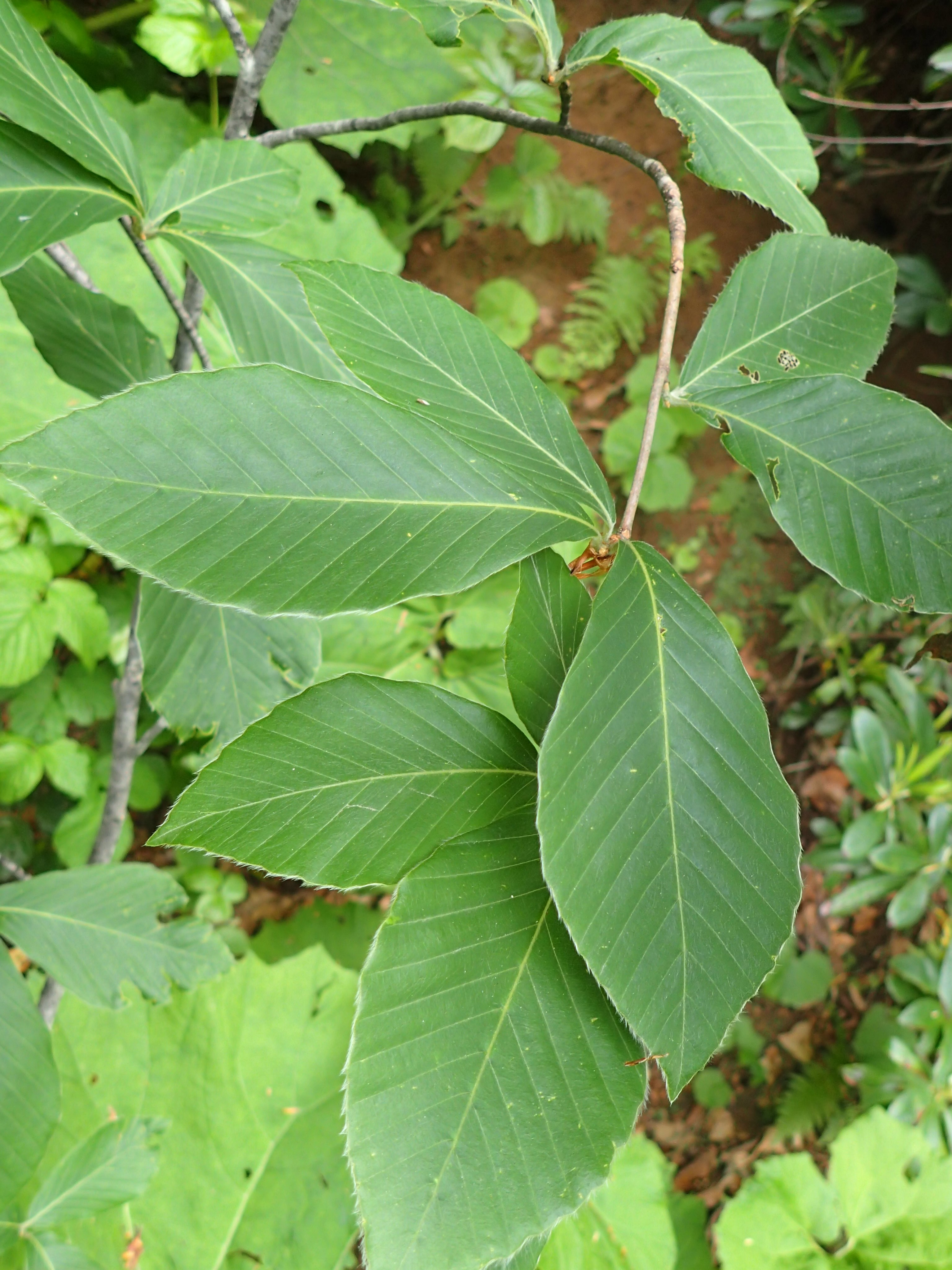
Liście

PokrójDrzewo dorastające do 50 m wysokości.
LiścieDługości do 12 cm lub rzadziej nawet dłuższe, odwrotnie jajowate, z 7–14 żyłkami drugiego rzędu (nerwami bocznymi).
OwoceOrzeszki zamknięte w okrywie długości do 2 cm, na której wyrostki w dolnej części są listkowato spłaszczone i osiągają do 17 mm długości.
Gatunki podobneBuk zwyczajny – ma liście eliptyczne (najszersze w połowie, a nie w górnej części blaszki), z mniejszą liczbą (5–8) nerwów bocznych, okrywy owoców ma bez listkowato spłaszczonych wyrostków, kwiaty męskie z wąskimi listkami okwiatu (u buka wschodniego są one szerokotrójkątne).

## Zmienność
Na terenach, gdzie występuje wspólnie z bukiem zwyczajnym, tworzy mieszańca o nazwie buk pośredni Fagus × taurica Popl., syn. Fagus × moesiaca (K.Malý) Czeczott.